# Sint-Vincentiuskerk (Volendam)
De Sint-Vincentiuskerk in Volendam werd gebouwd in 1860 en is toegewijd aan de heilige Vincentius.
Een heilige mis werd op 26 september 2010 opgedragen om het 150-jarig bestaan van de kerk te vieren.

## Geschiedenis
De neogotische Sint-Vincentiuskerk verrees in 1860 naar plannen van architect Theo Molkenboer. In 1882 werden de bestaande transept en priesterkoor vernieuwd in Neoromaanse stijl onder leiding van architect Adrianus Bleijs. Naar plannen van architect P. Snel uit Hoorn kwamen in 1907 het huidige middenschip en de toren tot stand.

## Orgels
Het eerste orgel van de kerk was een tweedehands instrument, dat was gekocht van de Sint-Laurentiuskerk aan de Diggelaarssteeg in Alkmaar. In 1935 werd het ingeruild en verkocht naar de Hervormde Kerk van Paesens toen de firma Bernard Pels & Zn. een nieuw orgel leverde.
Dit instrument heeft dienstgedaan tot 1971, toen het werd vervangen door het huidige orgel, afkomstig uit de Sint-Annakerk (de Pool) te Amsterdam. Dit instrument is in 1916 gebouwd door Sybrand Adema en is later door Hubert Schreurs uitgebreid en aangepast. Het orgel is in 1999 gerestaureerd door de firma Pels & Van Leeuwen. Daarbij werd ook een tweede orgel in de apsis van de kerk geplaatst. Beide orgels zijn toen ook aan elkaar gekoppeld zodat van de speeltafel van het ene instrument ook het andere te bespelen is.
In 2009 is de bliksem in de kerk geslagen, hetgeen aan de elektronica van de orgels een schade van € 45.000,- veroorzaakte. Het Adema-Scheursorgel staat bekend om de twee grote opdrukken aan weerszijden; deze laten dansende muizen zien. De opdrukken maakten in 1961, bij de introductie, veel furore onder de Volendamse bevolking. Er ontstonden zelfs rellen, die weken aanhielden. De opdrukken zijn nog in 1991 vernieuwd, nadat een onbekend persoon ze bekladde.

## Concerten
In de Sint-Vincentiuskerk wordt jaarlijks door het Volendams Opera Koor een concert gegeven. Ook worden er regelmatig orgelconcerten gegeven.